# Luca De Carlo
Luca De Carlo (Pieve di Cadore, 7 agosto 1972) è un politico italiano, dal 24 settembre 2020 senatore della Repubblica per Fratelli d'Italia, dopo essere stato deputato alla Camera dal 23 marzo 2018 al 5 agosto 2020.

## Biografia
Nato a Pieve di Cadore (Belluno), vive a Calalzo di Cadore dove gestisce la piccola edicola del paese. É titolare di un'azienda agricola a Feltre, oltreché tifoso dell'Inter e appassionato di rugby.

### Attività politica
Esponente del Movimento Sociale Italiano, di cui ha fatto parte della sua organizzazione giovanile, il Fronte della Gioventù, nel 1995, con la svolta di Fiuggi di Gianfranco Fini, aderisce al suo scioglimento e confluenza in Alleanza Nazionale (AN) e successivamente aderisce alla confluenza di AN nel Popolo della Libertà.
Alle elezioni comunali in Veneto del 2004 si candida al consiglio comunale di Calalzo di Cadore, per una lista civica, risultando eletto consigliere comunale. Alla successiva tornata elettorale del 2009 si candida a sindaco di Calalzo di Cadore, per la lista civica Rinasce Calalzo, venendo eletto con il 66,04% dei voti e superando Pier Mario Fop della lista Calalzo Domani, venendo poi confermato sindaco nella tornata elettorale del 2014 e riconfermato per il terzo mandato consecutivo nel 2019. 
È stato assessore all'ambiente della Comunità Montana Centro Cadore (Belluno) da dicembre 2009 a febbraio 2014, assessore al sociale da febbraio a dicembre 2014 e presidente della Comunità Montana da dicembre 2014 a dicembre 2019. 
Alle elezioni regionali in Veneto del 2015 si è candidato tra le liste di Fratelli d'Italia (FdI), nella mozione del presidente uscente leghista Luca Zaia, ottenendo 1.859 preferenze nella circoscrizione di Belluno ma insufficienti per garantirne l'elezione. 

#### Elezione a deputato

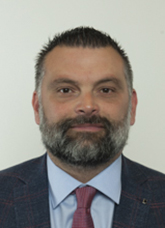
De Carlo eletto alla Camera nel 2018.

Alle elezioni politiche del 2018 viene candidato alla Camera dei deputati, tra le liste di FdI nel collegio plurinominale Veneto 1 - 02, venendo eletto deputato. Nel corso della XVIII legislatura è stato segretario della 13ª Commissione Agricoltura.
Il 7 febbraio 2020 viene nominato coordinatore regionale di Fratelli d'Italia nel Veneto, mentre il successivo 3 maggio viene nominato, dalla presidente Giorgia Meloni, Responsabile nazionale agricoltura di FdI.
Il 1° luglio 2020, a seguito di un riconteggio delle schede nel collegio plurinominale Veneto 1 - 02, il seggio di Luca De Carlo viene assegnato al leghista Giuseppe Paolin, cessando ufficialmente dal mandato parlamentare il successivo 5 agosto.

#### Elezione a senatore
Il 19 agosto 2020 viene ufficializzata la sua candidatura alle elezioni politiche suppletive nel collegio uninominale Veneto - 09 del Senato della Repubblica, venendo eletto senatore con il 71,87% dei voti. De Carlo è divenuto così il secondo parlamentare nella storia della Repubblica, dopo Domenico Modugno nel corso della X legislatura, ad essere eletto sia alla Camera sia al Senato nel corso di una stessa legislatura.
Alle elezioni politiche anticipate del 2022 viene ricandidato al Senato nel collegio uninominale Veneto - 02 (Treviso), sostenuto dalla coalizione di centro-destra in quota Fratelli d'Italia, venendo rieletto senatore con il 57,36% dei voti e superando nettamente più del doppio rispetto il principale candidato del centro-sinistra Paolo Galeano (22,33%). Nella XIX legislatura è membro della Commissione parlamentare d'inchiesta sulle attività illecite connesse al ciclo dei rifiuti e su altri illeciti ambientali e agroalimentari e ricopre l'incarico di presidente della 9ª Commissione Agricoltura, turismo, industria e produzione agroalimentare, oltre a presentare un disegno di legge per "consentire la sperimentazione a terra di piante geneticamente modificate attraverso tecniche come la mutagenesi sito-diretta e la cisgenesi" ed essere relatore di quello contro la produzione e vendita della carne coltivata al Senato.